# Оберирзен
Оберирзен (нем. Oberirsen) — община в Германии, в земле Рейнланд-Пфальц. 
Входит в состав района Альтенкирхен-Вестервальд. Подчиняется управлению Альтенкирхен.  Население составляет 654 человека (на 31 декабря 2010 года). Занимает площадь 9,45 км².